# Lewis (Iowa)
Lewis és una població dels Estats Units a l'estat d'Iowa. Segons el cens del 2000 tenia 438 habitants.

## Demografia
Segons el cens del 2000, Lewis tenia 438 habitants, 190 habitatges, i 128 famílies. La densitat de població era de 338,2 habitants/km².
Dels 190 habitatges en un 31,6% hi vivien nens de menys de 18 anys, en un 55,8% hi vivien parelles casades, en un 7,9% dones solteres, i en un 32,6% no eren unitats familiars. En el 31,1% dels habitatges hi vivien persones soles el 19,5% de les quals corresponia a persones de 65 anys o més que vivien soles. El nombre mitjà de persones vivint en cada habitatge era de 2,31 i el nombre mitjà de persones que vivien en cada família era de 2,85.
Per edats la població es repartia de la següent manera: un 25,6% tenia menys de 18 anys, un 4,1% entre 18 i 24, un 24% entre 25 i 44, un 28,5% de 45 a 60 i un 17,8% 65 anys o més.
L'edat mediana era de 42 anys. Per cada 100 dones de 18 o més anys hi havia 90,6 homes.
La renda mediana per habitatge era de 30.114 $ i la renda mediana per família de 36.563 $. Els homes tenien una renda mediana de 29.219 $ mentre que les dones 19.917 $. La renda per capita de la població era de 14.316 $. Entorn del 5,5% de les famílies i el 8,2% de la població estaven per davall del llindar de pobresa.

## Poblacions més properes
El següent diagrama mostra les poblacions més properes.